# Base Davis

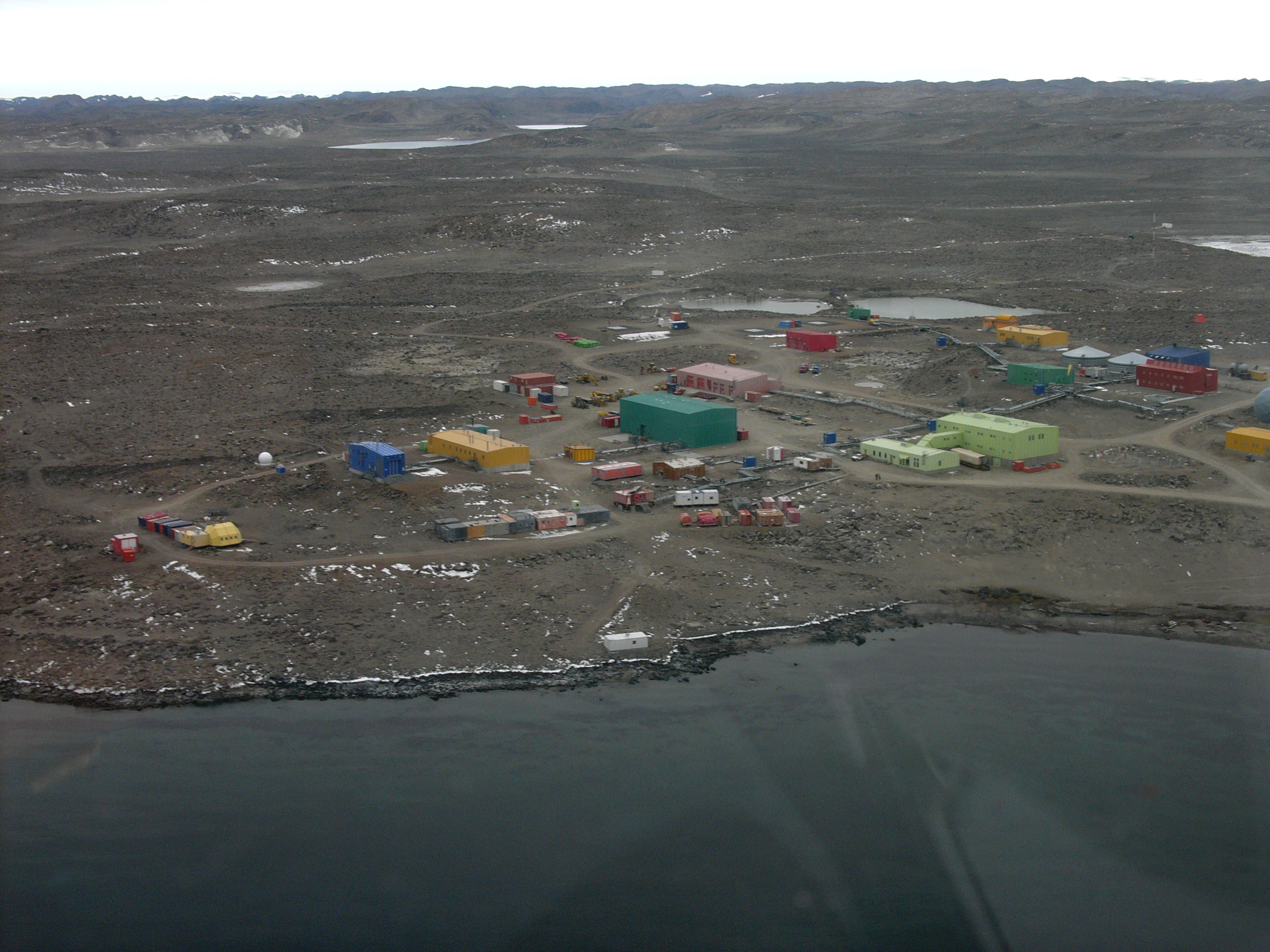
Base Davis desde el aire.

Davis es una base permanente de Australia en la Antártida. Es la más antigua base australiana y es administrada por la Australian Antarctic Division. Se ubica en la costa del mar de la Cooperación en la Tierra de la Princesa Isabel (costa Ingrid Christensen) en una zona libre de hielo conocida como colinas Vestfold.

## Propósito de la base
Davis es una base para programas de investigación científica que incluyen el estudio de virus y bacterias utilizando técnicas de genética molecular en los lagos glaciares, el impacto del cambio ambiental y la contaminación en los ecosistemas marinos antárticos, la investigación atmosférica, la medición del crecimiento de algas como una fuente importante de alimento para los pequeños herbívoros marinos como el zooplancton, el impacto del cambio climático, incluidas las crecientes concentraciones de dióxido de carbono en los microbios marinos, y, junto con los investigadores de la Base Casey, el estudio del domo Law, la geología fundamental y la estructura de la capa de hielo de la Antártida Oriental.

## Historia
El primer avistamiento registrado de la línea costera que ahora ocupa la Base Davis fue el 9 de febrero de 1931, durante el segundo viaje de la Expedición de investigación antártica británica, australiana y neozelandesa a bordo del Discovery. Douglas Mawson y el teniente de vuelo Stuart Campbell avistaron el continente antártico desde un hidroavión y nombraron las tierras altas como Tierra de la Princesa Isabel.
La base fue inaugurada el 13 de enero de 1957 y denominada en homenaje al capitán John King Davis, un navegante antártico. Davis fue temporalmente cerrada el 25 de enero de 1965 con el fin de utilizar los recursos disponibles para la reconstrucción de la Base Casey. Fue reabierta el 15 de febrero de 1969 y se ha ocupado continuamente desde entonces. Las pequeñas cabañas originales -dongas- cayeron en desuso y mal estado desde finales de la década de 1970 y fueron objeto de un programa de reconstrucción.
Davis se ha convertido en la más activa de las estaciones antárticas de Australia. Durante el invierno la actividad principal de investigación es la física atmosférica superior. La base cuenta con una pista aérea en el hielo, operable para aviones con esquíes.
Davis fue listada en el Register of the National Estate el 26 de octubre de 1999 y ha sido incluida en el Commonwealth Heritage List.